# Heidi Westphal
Heidi Westphal (5 de julio de 1959) es una deportista de la RDA que compitió en remo.
Participó en los Juegos Olímpicos de Moscú 1980, obteniendo una medalla de plata en la prueba de doble scull. Ganó tres medallas en el Campeonato Mundial de Remo entre los años 1979 y 1982.

## Palmarés internacional
| Juegos Olímpicos   | Juegos Olímpicos  | Juegos Olímpicos | Juegos Olímpicos         |
| Año                | Lugar             | Medalla          | Prueba                   |
| ------------------ | ----------------- | ---------------- | ------------------------ |
| 1980               | Moscú (URSS)      | Medalla de plata | Doble scull              |
| Campeonato Mundial |                   |                  |                          |
| Año                | Lugar             | Medalla          | Prueba                   |
| 1979               | Bled (Yugoslavia) | Medalla de oro   | Doble scull              |
| 1981               | Múnich (RFA)      | Medalla de plata | Cuatro scull con timonel |
| 1982               | Lucerna (Suiza)   | Medalla de plata | Cuatro scull con timonel |